# 贵格会花园
贵格会花园（英語：Quaker Gardens）是伦敦伊斯灵顿区最南端的一个小型公园，靠近伦敦城的边界，由伊斯灵顿区议会管理。在历史上这个地区称为邦希田园（Bunhill Fields）。这里是原贵格会墓地的遗址，曾在1661年至1855年间使用。贵格会创始人乔治·福克斯 (1624–1691)也葬于此处。
花园位于邦希街（Bunhill Row）以西，班纳街（Banner Street）以南，切克街（Chequer Street）以北，可以从班纳街或切克街进入。除了公共花园，这里还有儿童游乐场和带篮球架的柏油球场。花园的西北角，有一座贵格会聚会所，是原邦希纪念大楼（Bunhill Memorial Buildings）仅存的门房部分，建于1881年。

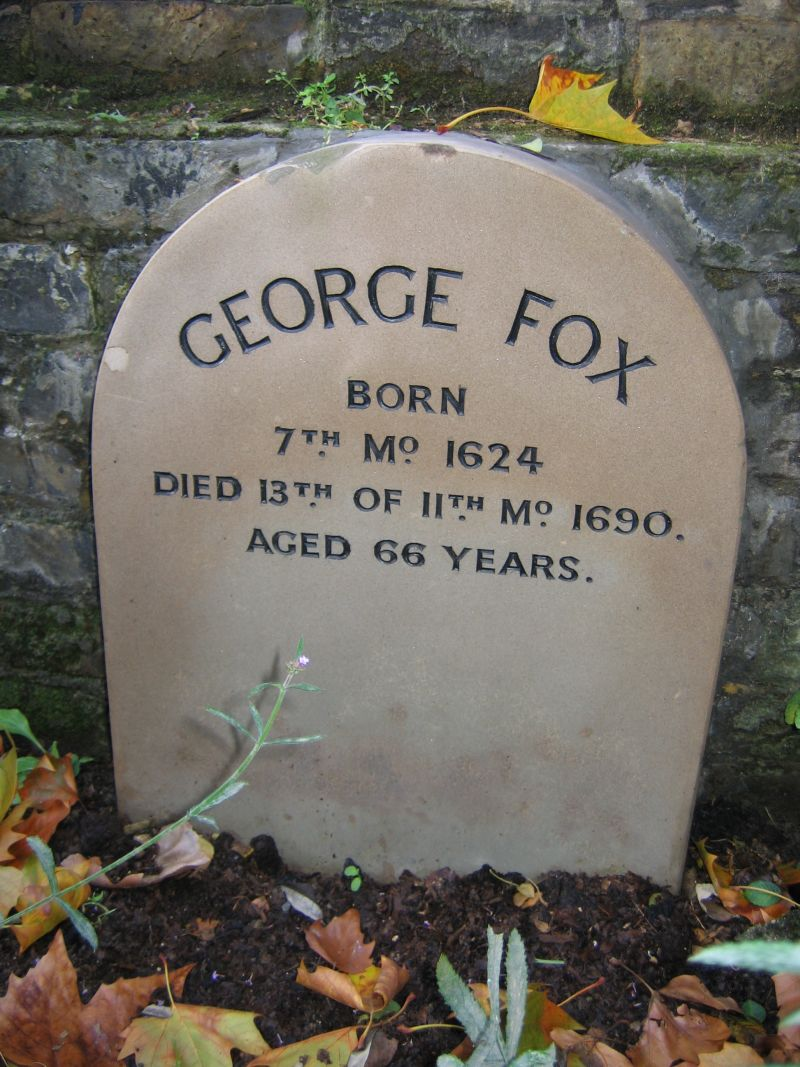
乔治·福克斯墓碑